# Сойма (приток Сулы)
Сойма — река в Ненецком автономном округе, левый приток реки Сула (бассейн Печоры). Устье реки находится в 104 км по правому берегу реки Сула. Длина реки составляет 133 км, площадь водосборного бассейна — 3450 км².
Исток находится в Малоземельской тундре, у южной оконечности небольшого хребта Нерцета; устье — в 104 км по правому берегу реки Сулы, чуть выше деревни Коткино. Река течёт в основном в юго-восточном направлении, в ненаселённой тундре. В её бассейне находится большое количество озёр, в том числе достаточно крупных (Анутей-То). Имеет два относительно крупных притока: Хвостовая (левый) и Большой Нюрбей (правый).

## Данные водного реестра
По данным государственного водного реестра России относится к Двинско-Печорскому бассейновому округу, водохозяйственный участок реки — Печора от водомерного поста Усть-Цильма и до устья, речной подбассейн реки — бассейны притоков Печоры ниже впадения Усы. Речной бассейн реки — Печора.
Код объекта в государственном водном реестре — 03050300212103000083230.

### Притоки
(км от устья)
- 19 км: река Большой Нюрбей
- 22 км: река Выдерная Виска
- 37 км: река Харъяха
- 50 км: река Урдюжская Виска
- 52 км: река Хвостовая
- 68 км: река Юмбей-Сё
- 75 км: ручей Медвежий
- 81 км: река Парте-Яга
- 93 км: река Сябор Виска